# Delia montana
Delia montana är en tvåvingeart som först beskrevs av Malloch 1919.  Delia montana ingår i släktet Delia och familjen blomsterflugor. Inga underarter finns listade i Catalogue of Life.